# Down and Out in Beverly Hills
Down and Out in Beverly Hills is een Amerikaanse film van Paul Mazursky die werd uitgebracht in 1986.
Deze komedie was de succesrijkste film van Mazursky. De film is gebaseerd op het toneelstuk Boudu sauvé des eaux van René Fauchois dat verscheen in 1919. Het toneelstuk werd reeds in 1932 onder dezelfde titel Boudu sauvé des eaux verfilmd door Jean Renoir. In 2005 maakte Gérard Jugnot op zijn beurt Boudu, een Franse remake van Renoirs film.

## Verhaal
Los Angeles, de chique wijken van Beverly Hills. Jerry Baskin is een clochard die zijn hond is kwijtgeraakt. Wanhopig besluit hij daarop zelfmoord te plegen door zich in het zwembad van de rijke familie Whiteman te gooien. Hij wordt gered door Dave Whiteman, de heer des huizes. 
Hij mag bij de familie komen inwonen en ontdekt zo dat Dave en zijn echtgenote Barbara niet zo'n denderend huwelijksleven leiden. Dave heeft een verhouding met de inwonende meid en Barbara zoekt soelaas in allerlei newage-therapieën. Aanvankelijk misstaat Baskins aanwezigheid in de chique villa en stelt ze ieders zenuwen op de proef.

## Rolverdeling
| Acteur           | Personage             |
| ---------------- | --------------------- |
| Nick Nolte       | Jerry Baskin          |
| Richard Dreyfuss | David 'Dave' Whiteman |
| Bette Midler     | Barbara Whiteman      |
| Tracy Nelson     | Jenny Whiteman        |
| Elizabeth Peña   | Carmen                |
| Little Richard   | Orvis Goodnight       |
| Paul Mazursky    | Sidney Waxman         |
| Valérie Curtin   | Pearl Waxman          |
| Evan Richards    | Max Whiteman          |